# جامع سيدى سالم المشاط

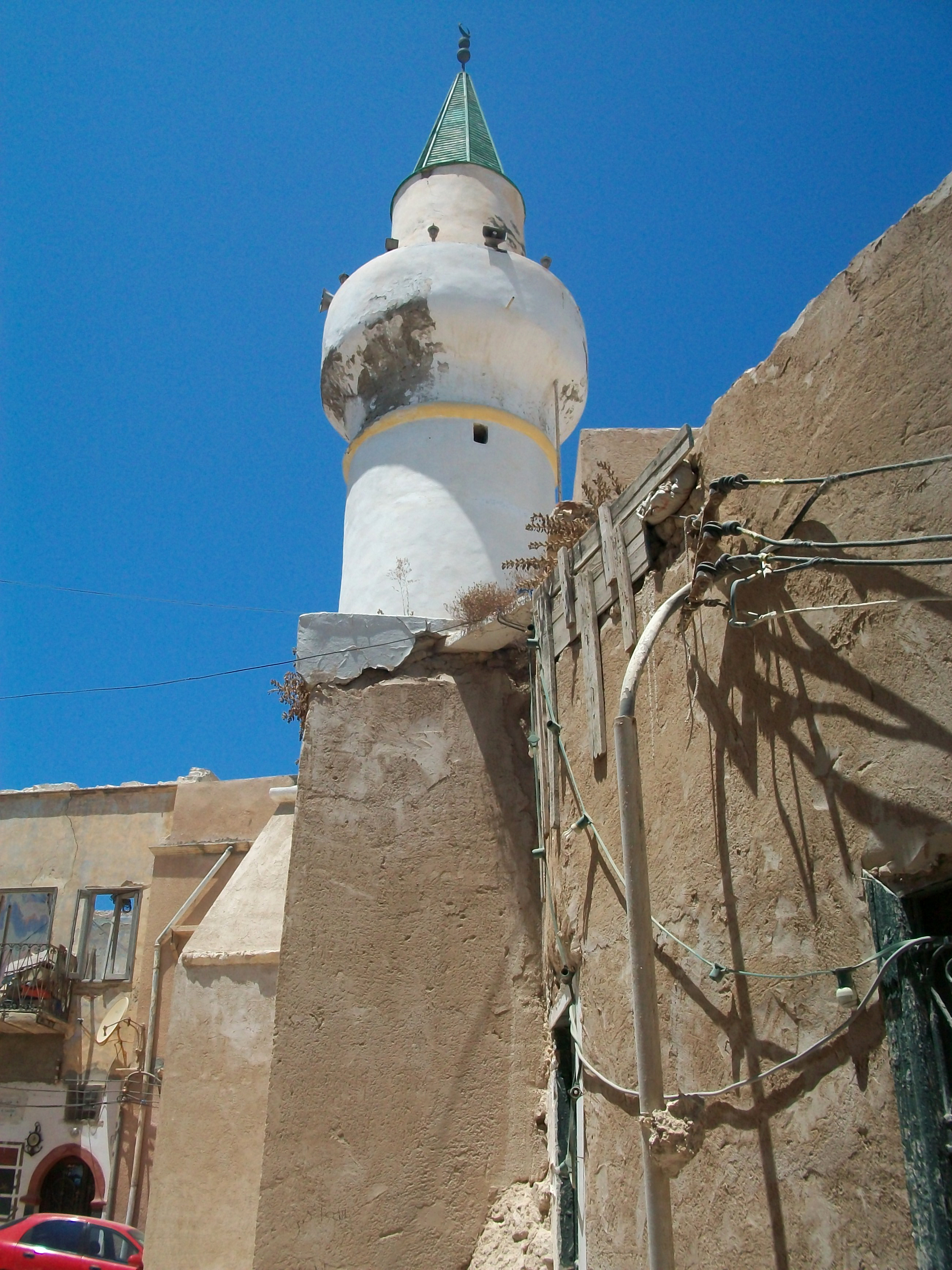
جامع درغوت باشا.

جامع سيدى سالم' :-أو مسجد سيدى سالم المشاط.
يحتوى هذا الجامع على مسجدين وتربة عامة وضريح وتربة خاصة،

## سنة التأسيس
يقول عنه أحمد النائب إنه توفي بطرابلس سنة 1493م ودفن بداخلها مما يلي السور البحري وضريحه ظاهر والشيخ سالم هذا من رجال القرن التاسع الهجري ولذا فإن الجامع يمكن أن يكون قد بني قبل هذا التاريخ الذي توفي فيه، هذا كما ذكر سالم المشاط الشيخ عبد السلام بن عثمان في كتابه الإشارات المتوفى سنة 1726م (منهم الشيخ سيدي سالم المشاط وقبره بداخل سور المدينة مما يلي سور البحر قريب منه مشهور).

## موقع المسجد
يقع هذا الجامع قرب خزان المياه الرئيسي وتطل واجهته الشمالية على شارع سالم المشاط وواجهته الغربية على زنقة سالم المشاط، ويوجد الجامع على هضبة أعلى من مستوى الشارع على ارتفاعات مختلفة.
موقع الجامع من موقع ويكمابيا 

## الشكل المعمارى
يمتد الجامع خلف جدار القبلة للمسجد الصغير وهو عبارة عن شكل مستطيل مساحته 74,36 متر مربع، ويوجد به عمودان من الرخام يقسمان المساحة إلي ستة أقسام ويكونان ثلاثة أروقة موازية لحائط القبلة مغطاة بست قباب والمحراب بسيط له إطار من البرونز ويكتنفه عمودان صغيران، وإلى الشمال يوجد المنبر الخشبي بسيط  ويتكون من  درجتين، ويغطي الرواق الأخير في الجامع كما في جامع محمود بسدة خشبية يوصل إليها عن طريق سلم خشبي بجانب الباب الذي يفتح على المسجد الصغير وتم إزالة السدة في صيانة الاخيرة، ويوجد باب آخر في الجدار الغربي عند الرواق الأخير يفتح علي حجرة الضريح، أما الباب الذي يفتح على الجهة الشرقية فيتقدمه فناء مستطيل الشكل منخفض عن أرضية قاعة الصلاة، وإلى الشرق من هذا الفناء توجد مقبرة كبيرة مكشوفة بها بعض الشواهد التي كتبت بالخط العربي بلغة تركيةوتم ازالة المقبرة وأصبحت ساحة المسجد، ونلاحظ في الجهة الجنوبية حجرة مربعة الشكل مغطاة بقبة ترتكز عل رقبة مثمنة، ولا يوجد بهذه الحجرة إلا فتحة واحدة في الجدار الغربي، وتضم هذه الحجرة قبر مؤسس الجامع كما نشاهد قبر رمضان بن عثمان ريس المتوفى سنة 1669م وتم إزالة القبور وأصبحت الحجرة مكتبة للمسجد، وتفتح هذه الحجرة على ممر مستطيل مغطي بقبة وينتهي في الجهة الغربية بباب يفتح على زنقة سيدي سالم، وأما في الجهة الشرقية فتوجد الميضأة ومكان الاستحمام تم إزالة في صيانة الاخيرة، ويوجد باب آخر إلى جانب الباب السالف الذكر يقع في الجدار الغربي للجامع يوصل إلى الدور العلوي تم إزالة الدروج والباب ،حيث توجد حجرة كبيرة يتعلم بها التلاميذ القرآن الكريم أما الضريح سيدي سالم فيقع في الجهة الغربية من الجامع ويحده من الشمال المسجد الصغير ومن الشرق الجامع وله بابان الشرقي منها يفتح على قاعة الصلاة والغربي على زقاق سيدي سالم.

## وصلات خارجية
http://www.tripolitania.com/oldcity/suk/index.html* [ بنوراما ]
http://doc.aljazeera.net/cinema/2009/08/2009830856357945.html* [ نوافذ السماء..... قراءة جمالية لمساجد طرابلس ]